# Bill Walker
William Michael (Bill) Walker (Fairbanks (Alaska), 16 april 1951) is een Amerikaans onafhankelijk politicus. Tussen 2014 en 2018 was hij de gouverneur van Alaska. Van 1979 tot 1980 was hij, als Republikein, de burgemeester van Valdez.

## Gouverneur van Alaska
In 2010 ondernam Walker voor het eerst een poging om gouverneur van Alaska te worden. Bij de Republikeinse voorverkiezingen van dat jaar werd hij de voornaamste uitdager van zittend gouverneur Sean Parnell, maar wist de strijd niet te winnen. Vier jaar later, bij de gouverneursverkiezingen van 2014, nam Walker opnieuw deel, dit keer niet als Republikein maar als onafhankelijk kandidaat. Zijn running mate werd de Democraat Byron Mallott. Ditmaal slaagde Walker er wel in om Parnell te verslaan. Hij werd ingezworen als gouverneur op 1 december 2014 en bekleedde het ambt gedurende vier jaar.
Walker was pas de tweede gouverneur van Alaska die werkelijk in die staat geboren werd. Hij zette zich onder meer in voor de uitbreiding van Medicaid en steunde de toename van het aantal pijpleidingen voor olie en gas (waaronder ook de omstreden boorwerkzaamheden in het Arctic National Wildlife Refuge).
Bij de gouverneursverkiezingen van 2018 stelde Walker zich in eerste instantie verkiesbaar voor een tweede termijn. Zijn luitenant-gouverneur en running mate Byron Mallott trad echter drie weken voor de verkiezingen af wegens ongepaste opmerkingen jegens een vrouw. Als zijn vervanger werd in allerijl Valerie Davidson aangesteld, maar Walkers campagne, die volgens de peilingen toch al weinig kans van slagen had, liep door de commotie blijvende schade op. Er was ook geen tijd meer om de naam van Mallott van al het campagnemateriaal te verwijderen.
Drie dagen na het vertrek van Mallott trok ook Walker zelf zich uit de verkiezingsstrijd terug. Omdat de deadlines voor de verkiezingen op dat moment al verstreken waren, stond zijn naam (en die van Mallott) echter wel op de stembiljetten. Hij kreeg uiteindelijk nog 2% van het totale aantal stemmen. De Democratische kandidaat Mark Begich, voor wie Walker zijn steun had uitgesproken, verloor de verkiezingen van de Republikein Mike Dunleavy, die op 3 december 2018 het gouverneurschap van Walker overnam.
- Gemeinsame Normdatei: 1178548198
- International Standard Name Identifier: 0000 0004 4781 1329
- Library of Congress Control Number: no2015039348
- Virtual International Authority File: 315534225
- WorldCat: E39PBJpYBxYPPYTwd8wpb64Dv3